# 尚哲
尚哲（1759年—1788年）琉球國第二尚氏王朝人物，尚穆王的長子，於1768年被立為王世子，領中城間切總地頭，稱中城王子。於1773年赴薩摩藩謁見島津重豪，於翌年歸國。於1788年先於其父尚穆王卒，享年30歲，被葬於玉陵。
其子尚溫王在位時，追尊他為王。

## 家族
- 父：尚穆王
- 母（妃）：思真鶴金・佐敷按司加那志　（號淑德。父為尚氏高嶺王子朝意）
- 弟（次男）：尚圖・浦添王子朝央　（浦添御殿元祖、任攝政）
- 庶母（夫人）：真牛金・真南風按司　（號仁厚。父為向弘善・松川親方朝應）
- 弟（三男）：尚周・義村王子朝宜　（義村御殿元祖、後任攝政）
- 弟（四男）：尚容・宜野灣王子朝祥　（過繼給向廷尉・具志頭按司朝憲為嗣子。後任攝政）
- 庶母（妻）：真鍋樽・安谷屋阿護母志良禮　（號蘭室。父為長其瑚・知念仁屋政善）
- 妹（長女）：思龜樽・聞得大君加那志　（嫁向克相・識名親方朝睦。 第十三代聞得大君）
- 弟（五男）：尚恪・美里王子朝規　（美里御殿元祖）
- 庶母（妻）：真鍋樽・宮里阿護母志良禮　（號瑞雲。父為彥開基・宮里筑登之親雲上元恭）
- 妹（次女）：思戶金・小那霸翁主　（嫁楊氏森山親雲上昌本）
- 妹（三女）：真鶴金・上間翁主　（嫁向鴻基・今歸仁按司朝英）
- 庶母（妻）：真加戶樽・與儀阿護母志良禮　（號清室。父為善啓緒・與儀子憲英）
- 妃：真鍋樽金・聞得大君加那志（號德澤。父為尚文龍・高嶺王子朝京。第十二代聞得大君）
- 長男：尚法　（童名思五郎金、夭死）
- 長女：思真鶴金・翁長翁主　（嫁向氏真榮平按司朝統）
- 次男：尚溫王
- 三男：尚洽・真蒲戶金王子　（早世）
- 次女：思龜樽・仲井真翁主　（嫁向道方・譜久山親雲上朝英）
- 四男：尚灝王

## 腳註
1. ↑  《王代記[永久]》，第47頁
2. ↑  《中山王府相卿傳職年譜 的存檔，存档日期2011-10-09.》，第15頁